# Roberto Moreno
 Roberto Pupo Moreno  (Rio de Janeiro, 11 de febrer de 1959) va ser un pilot de curses automobilístiques brasiler que va arribar a disputar curses de Fórmula 1.
Va néixer l'11 de febrer del 1959 a Rio de Janeiro, Brasil.

## A la F1
Roberto Moreno va debutar a la novena cursa de la temporada 1982 (la 33a temporada de la història) del campionat del món de la Fórmula 1, disputant el 3 de juliol del 1982 el G. P. d'Holanda al circuit de Zandvoort.
Va participar en un total de setanta-set curses puntuables pel campionat de la F1, disputades en set temporades no consecutives (1982, 1987, 1989-1992 i 1995), aconseguint una segona posició com millor classificació en una cursa i assolí quinze punts pel campionat del món de pilots.

## Resultats a la Fórmula 1
| Any  | Equip               | Xassís   | Motor    | 1       | 2       | 3       | 4       | 5       | 6       | 7       | 8       | 9       | 10      | 11      | 12      | 13      | 14      | 15      | 16      | 17      | Posició | Punts |
| ---- | ------------------- | -------- | -------- | ------- | ------- | ------- | ------- | ------- | ------- | ------- | ------- | ------- | ------- | ------- | ------- | ------- | ------- | ------- | ------- | ------- | ------- | ----- |
| 1982 | John Player Lotus   | Lotus    | Cosworth | SUD     | BRA     | O.USA   | SMR     | BEL     | MON     | E.USA   | CAN     | HOL NVQ | GBR     | FRA     | ALE     | AUT     | SUI     | ITA     | LVG     |         | -       | 0     |
| 1987 | Team AGS            | AGS      | Cosworth | BRA     | SMR     | BEL     | MON     | E.USA   | FRA     | GBR     | ALE     | HUN     | AUT     | ITA     | POR     | ESP     | MEX     | JPN Ret | AUS 6   |         | 19è     | 1     |
| 1989 | Coloni              | Coloni   | Cosworth | BRA NVQ | SMR NVQ | MON Ret | MEX NVQ | USA NVQ |         |         |         |         |         |         |         |         |         |         |         |         | -       | 0     |
| 1989 | Coloni              | Coloni   | Cosworth |         |         |         |         |         | CAN Ret | FRA NVQ | GBR Ret | ALE NVQ | HUN NVQ | BEL NVQ | ITA NVQ | POR Ret | ESP NVQ | JPN NVQ | AUS NVQ |         | -       | 0     |
| 1990 | EuroBrun Racing     | EuroBrun | Judd     | USA 13  | BRA NVQ | SMR Ret | MON NVQ | CAN NVQ |         |         |         |         |         |         |         |         |         |         |         |         | 10è     | 6     |
| 1990 | EuroBrun Racing     | EuroBrun | Judd     |         |         |         |         |         | MEX NVQ | FRA NVQ | GBR NVQ | ALE NVQ | HUN NVQ | BEL NVQ | ITA NVQ | POR NVQ | ESP NVQ |         |         |         | 10è     | 6     |
| 1990 | Benetton Formula    | Benetton | Ford     |         |         |         |         |         |         |         |         |         |         |         |         |         |         | JPN 2   | AUS 7   |         | 10è     | 6     |
| 1991 | Camel Benetton Ford | Benetton | Ford     | USA Ret | BRA 7   | SMR 13  | MON 4   | CAN Ret | MEX 5   | FRA Ret | GBR Ret | ALE 8   | HUN 8   | BEL 4   |         |         |         |         |         |         | 10è     | 8     |
| 1991 | Team 7UP Jordan     | Jordan   | Ford     |         |         |         |         |         |         |         |         |         |         |         | ITA Ret | POR 10  | ESP     | JPN     |         |         | 10è     | 8     |
| 1991 | Minardi Team        | Minardi  | Ferrari  |         |         |         |         |         |         |         |         |         |         |         |         |         |         |         | AUS 16  |         | 10è     | 8     |
| 1992 | Andrea Moda Formula | Moda     | Judd     | SUD     | MEX     | BRA NVQ | ESP NVQ | SMR NVQ | MON Ret | CAN NVQ | FRA     | GBR NVQ | ALE NVQ | HUN NVQ | BEL NVQ | ITA     | POR     | JPN     | AUS     |         | -       | 0     |
| 1995 | Parmalat Forti Ford | Forti    | Ford     | BRA Ret | ARG NC  | SMR NC  | ESP Ret | MON Ret | CAN Ret | FRA 16  | GBR Ret | ALE Ret | HUN Ret | BEL 14  | ITA Ret | POR 17  | EUR Ret | PAC 16  | JPN Ret | AUS Ret | -       | 0     |

### Resum
| Curses: | Victòries: | Pòdiums: | Poles: | Voltes ràpides: | Punts: |
| ------- | ---------- | -------- | ------ | --------------- | ------ |
| 77 (42) | 0          | 1        | 0      | 1               | 15     |